# Dale l'infiltré
Pour les articles homonymes, voir Dale.
Dale l'infiltré est une série télévisée documentaire française créée par David André, diffusée sur Canal+ en 2025.

## Synopsis
Durant les années 1990 aux États-Unis, Washington D.C. est surnommée la « capitale du crime ». Un jeune pasteur-policier prénommé Dale Sutherland, va infiltrer le milieu de la criminalité se faisant notamment passer pour un mafieux italien, un proxénète, un trafiquant de drogue ou encore un producteur de rap. 